# كريس بوسي
كريس بوسي (بالألمانية: Chris Bosse)‏ هو مهندس معماري ألماني، ولد في 30 سبتمبر 1971 في شتوتغارت في ألمانيا.